# 하상 (지질학)

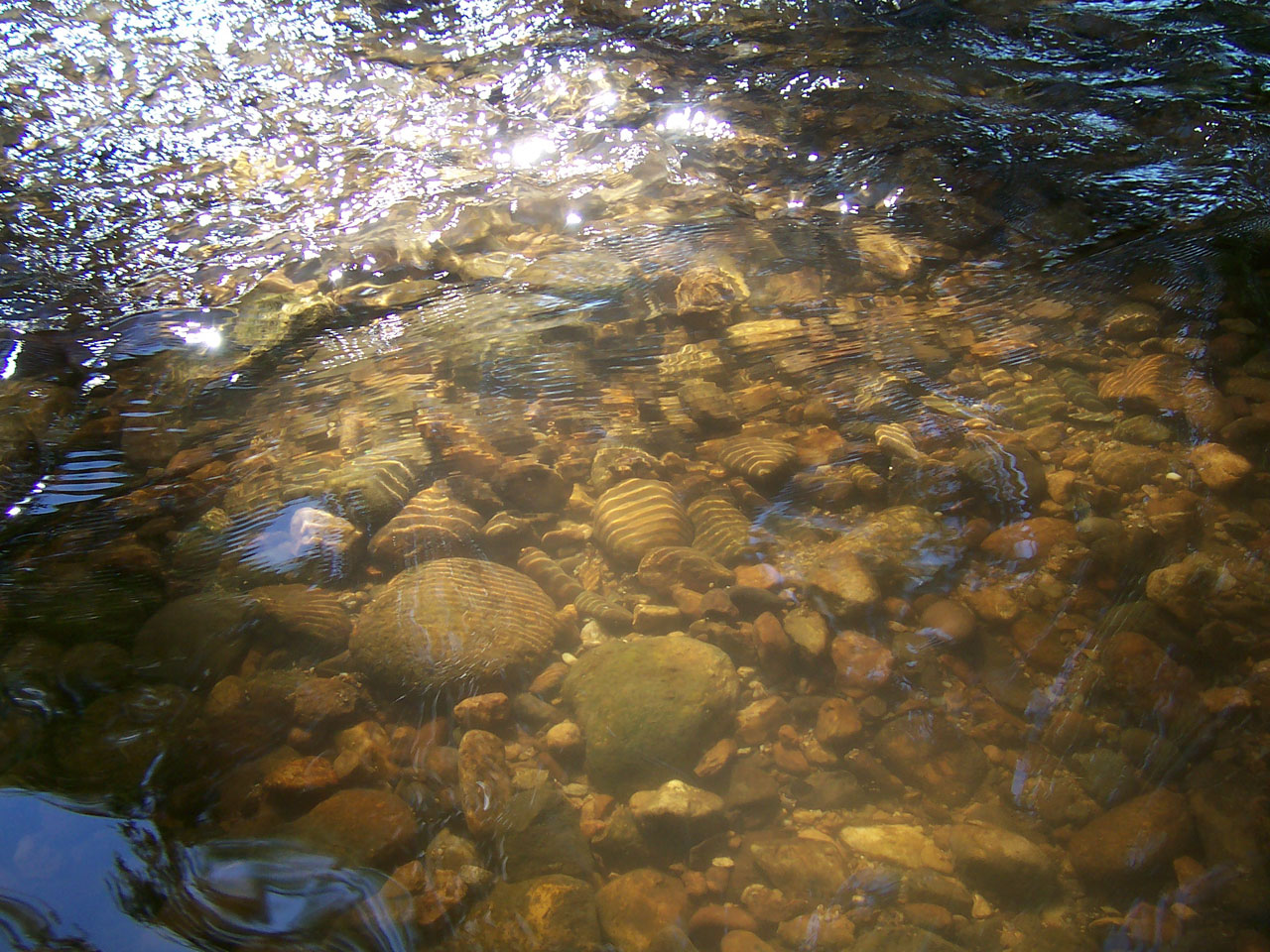
돌로 채워진 하상

하상(河床), 하천바닥, 강바닥은 하천이나 강의 바닥(수심 측량)이며 수도 또는 수로 제방 내에 국한되어 있다. 일반적으로 바닥에는 육상(육지) 식물이 포함되어 있지 않으며 대신 하천 바닥 물질의 유형과 유속에 따라 다양한 유형의 수생식물을 지탱한다. 하상은 하천이 더 이상 존재하지 않을 때 남겨지는 것이다. 하천에 의해 만들어진 제방과 협곡은 일반적으로 단단하기 때문에 바닥은 묻혀도 잘 보존되지만 부드러운 모래와 잔해물이 바닥을 채우는 경우가 많다. 건조하고 매설된 하천바닥은 실제로 지하수 주머니가 될 수 있다. 비가 내리는 동안 모래 하천은 건기에도 물을 흡수하고 보유하여 지역 주민들이 접근할 수 있을 만큼 지표면에 충분히 가까운 지하수면을 유지한다.

## 같이 보기
- 골짜기선